# Mark Hebden

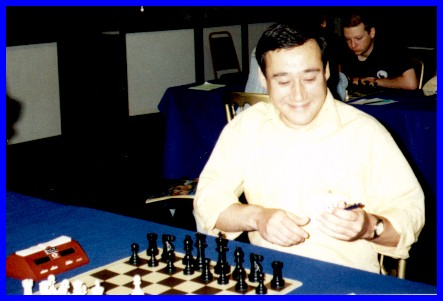
Mark Hebden

Mark Hebden (Leicester, 15 februari 1958) is een Britse schaker. Hij is sinds 1992 een FIDE grootmeester (GM).

## Carrière
In 1996 was hij winnaar van Hastings. Hebden was Brits kampioen rapidschaak in 1990, 1994, 2001, 2005, 2009, 2013 en 2015. 

Hij was vier keer gedeeld winnaar van het sterk bezette Cappelle-la-Grande Open: in 1989, 1990, 1995 en 1997. 
Ook het kampioenschap van Groot-Brittannië 2000 staat op zijn naam, zij het gedeeld met Murray Chandler en Jon Speelman. In 2001 werd hij gedeeld 1e-4e met Yannick Pelletier, Tamaz Gelashvili en Vladimir Tukmakov in het 9e Neuchâtel Open. Bij het Bunratty International Chess Festival won hij in 2001 de open Masters-groep en in 2013 het rondentoernooi genaamd Bunratty Classic. In 2003 won Mark Hebden het "Cork Chess Congres" in Ierland en in 2004 eindigde hij als eerste in het "Welsh International Chess tournament". In 2006, 2012, 2014 en 2015 won hij het Kilkenny International Masters toernooi. 
In 2009/10 werd hij gedeeld 1e-4e met Andrei Istratescu, Romain Edouard en David Howell op het Hastings toernooi.  In 2013 won Hebden in Daventry het individuele kampioenschap van de Britse 4NCL, de Four Nations Chess League.  In 2014 won hij met 4.5 pt. uit 5 het e2e4 West Bromwich Congress.
Op de schaaksite "Internet Chess Club" ICC speelt hij onder de gebruikersnaam 'mhebden'.

## Nationale schaakteams
Hij speelde voor Engeland bij de Schaakolympiades in 1998 en 2004 en bij het Europees schaakkampioenschap voor landenteams in 1983, 1989 en 2007.

## Schaakverenigingen
In de Britse Four Nations Chess League speelde Hebden in seizoen 1993/94 voor de Barbican Chess Club, in seizoen 1995/96 voor Slough, van 1996 tot 1998 voor Midland Monarchs, van 1998 tot 2000 weer voor Slough, van 2000 tot 2002 voor Beeson Gregory, in seizoen 2002/03 en van 2004 tot 2009 voor Guildford A&DC, van 2009 tot 2011 voor Pride and Prejudice, in seizoen 2011/12 voor Cheddleton, en vanaf 2012 opnieuw voor Guildford A&DC. Hij won de Four Nations Chess League 17 keer, namelijk in 1996 t/m  2002, 2007, 2008, 2011 en 2013 t/m  2019. 
In de Franse competitie voor verenigingen speelde Hebden tot 2003 voor Clichy-Echecs-92. In de Duitse bondscompetitie was hij in seizoen 1984/85 aangemeld door de Hamburger SK maar werd niet ingezet. 
Aan de European Club Cup werd door Hebden in 1986 met Streatham & Brixton London deelgenomen, in 1993 met de Barbican Chess Club, in 1996 met Slough en in 1999 met Clichy-Echecs-92.
Ook speelt hij in de Leicestershire Amateur League, voor de schaakclub Braunstone. 

## Partij
Hier volgt de partij Mark Hebden - Ronaldo Cantero, Spanje 1986 schaakopening Koningsgambiet Eco-code C 34:

1.e4 e5 2.f4 exf4 3.Pf3 d6 4.d4 g5 5.h4 g4 6.Pg1 Lh6 7.Pc3 c6 8.Pge2 Df6 9.g3 f3 10.Pf4 Lxf4 11.Lxf4 b5 12.Dd2 De7 13.0-0-0 Pd7 14.Lxb5 Lb7 15.Lc4 a5 16.The1 Pb6 17.Ld3 Pd7 18.Pd5 (1-0)